# Končí invalidové v pekle?
Končí invalidové v pekle? (v anglickém originále Do the Handicapped Go to Hell?) je devátý díl čtvrté řady amerického komediálního animovaného televizního seriálu Městečko South Park. 

## Děj
Southparkské děti navštíví kostel a začnou se bát pekla. Navštěvují nedělní školu a před prvním přijímáním se jdou knězi několikrát vyspovídat ze svých hříchů. Pekla se začnou bát i židé Kyle a Ike a mentálně postižený Timmy, který se ani nedokáže vyspovídat. Děti načapají kněze při sexu. Začnou věřit jenom sobě a snaží se spasit svět. V pekle mezitím Satan žije s Chrisem, ale je s ním nespokojený, protože je příliš milí. Satana přitahuje Saddám Husajn, který ho neustále obtěžuje a flirtuje s ním. Saddám mu dá svůj klíč od bytu v hotelu a Satan neví, co dělat.
Příběh pokračuje následujícím dílem s názvem Pravděpodobně.